# Andrew J. Boyle

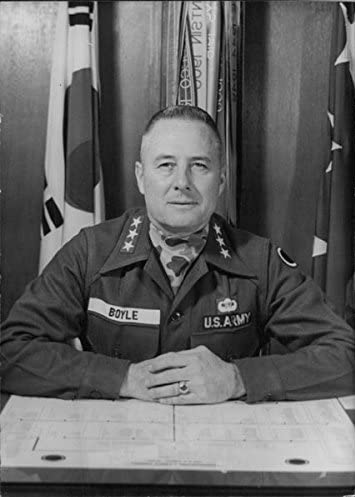
Andrew J. Boyle (um 1965)

Andrew Jackson Boyle (* 11. Dezember 1911 in Braddock, Allegheny County, Pennsylvania; † 15. März 2001 in Culpeper, Virginia) war ein Generalleutnant der United States Army.
Andrew Boyle wurde in Pennsylvania als Sohn von Elmer und Monica Boyle geboren. Aufgewachsen ist er allerdings in Baltimore in Maryland. Er gehörte für einige Zeit der Maryland National Guard an, die ihm auch den Weg zur United States Military Academy in West Point ermöglichte. Zwischen 1931 und 1935 durchlief er diese Kadettenanstalt. Nach seinem dortigen Abschluss im Sommer 1935 wurde er als Leutnant der Kavallerie zugeteilt. In der Armee durchlief er anschließend alle Offiziersränge vom Leutnant bis zum Drei-Sterne-General. Dabei absolvierte er im Lauf der Jahre auch mehrere Militärschulen. Dazu gehörten das United States Army War College, das Armed Forces Staff College, das Army and Command College, die Airborne School und ein britisches Staff College.
Boyle wurde zunächst dem 7. und dann dem 3. Kavallerie-Regiment zugeteilt. Während des Zweiten Weltkriegs war er zunächst in Fort Rucker in Alabama stationiert. Dann war er Ausbildungsoffizier bei der 2. Armee. Während der Endphase des Kriegs war er amerikanischer Verbindungsoffizier im Stab einer kanadischen Division, mit der er in Deutschland eingesetzt war. Er gehörte zwischenzeitlich zum Stab des Supreme Headquarters Allied Expeditionary Force und blieb bis 1947 in Deutschland. Später war er Lehrer an der United States Army Armor School in Fort Benning in Georgia und am Command and General Staff College in Fort Leavenworth in Kansas. Zwischendurch war er Bataillonskommandeur im 3. Kavallerie-Regiment.
In den 1950er Jahren gehörte Andrew Boyle dem Stab verschiedener Einheiten an. Dazu zählten die Zweite Panzerdivision (als Stabschef), das V. Corps als Leiter der für militärische Operationen (G3) zuständigen Abteilung und das United States Army Forces Command. In den Jahren 1961 und 1962 war er, inzwischen zum Brigadegeneral befördert, als militärischer Berater in Laos. Anschließend war er bis 1963 Operationschef (G3) im Hauptquartier der United States Army Pacific. In den Jahren 1963 und 1964 kommandierte Andrew Boyle die auf Hawaii stationierte 25. Infanterie-Division. Nach seiner Beförderung zum Generalleutnant wurde er Kommandeur des I. Corps mit dem Hauptquartier in Fort Lewis im Bundesstaat Washington. Dieses Kommando hatte er zwischen dem 1. Dezember 1965 und dem 30. Mai 1967 inne. Sein letztes Kommando übte er als Befehlshaber des V. Corps zwischen dem 1. Juli 1967 und dem 31. Juli 1969 aus, wobei er auf George R. Mather folgte. Sein Hauptquartier befand sich in Frankfurt am Main. Anschließend ging er in den Ruhestand. Für seine Leistungen wurde er mit dem Orden Legion of Merit ausgezeichnet.
In seinem Ruhestand war er unter anderem Mitglied und Vorsitzender der Planungskommission im Culpeper County. Er war außerdem Mitglied im Kuratorium des dortigen Krankenhauses. Der mit Elaine E. White verheiratete Generalleutnant starb am 15. März 2001 in Culpeper und wurde in Rixeyville beigesetzt.